# Đại Mục Vương hậu
Đại Mục Vương hậu Hoàng Châu Hoàng Phủ thị (tiếng Hàn: 대목왕후 황보씨; Hanja: 大穆王后 皇甫氏) hay còn được gọi là Đại Mục Vương hậu (tiếng Hàn: 태목왕후; Hanja: 太穆王后) là một công chúa Hoàng gia Cao Ly, con gái duy nhất của Cao Ly Thái Tổ và Thần Tĩnh Vương thái hậu, cũng là em gái duy nhất của Cao Ly Đới Tông. Bà trở thành Hoàng hậu của Cao Ly thông qua cuộc hôn nhân với Cao Ly Quang Tông, người anh cùng cha khác mẹ thứ 4 của cô với tư cách là người vợ đầu tiên và là chính thê của ông, trở thành mẹ của người kế vị, Cao Ly Cảnh Tông. Bà trở thành Vương hậu Cao Ly trị vì đầu tiên nối tiếp dòng tộc mẹ của mình, sau này thường được sử dụng cho các vương hậu Cao Ly khác.
Ngày sinh của bà không rõ, nhưng nó thường được đặt vào đầu những năm 930, trong khi cuộc hôn nhân của bà được cho là diễn ra trong khoảng thời gian từ năm 937 đến năm 943. Năm 956, vua Cao Ly Quang Tông ban hành luật giải phóng nô lệ (노비안검법, 奴婢按檢法) để sửa chữa những tệ nạn của chế độ nô lệ là nô lệ thường bị coi thường và phản bội chủ nhân của họ. Sau khi biết chuyện này, vương hậu tha thiết cầu xin, nhưng Cao Ly Quang Tông đã phớt lờ và từ chối lời cầu xin của bà, đồng thời ban hành lệnh giải phóng. Sự phản đối luật pháp của bà bắt nguồn từ gia tộc Hoàng Phủ thị ở Hoàng Châu, những người mà bà đang cố gắng bảo vệ lợi ích; tuy nhiên, trong mắt Cao Ly Quang Tông, gia đình ngoại của bà chỉ là một trong những gia đình quý tộc cần phải bị loại bỏ.
Cái chết của bà được cho là xảy ra sau năm 975 nhưng đến năm 1002, khi Cao Ly Mục Tông (cháu trai duy nhất của bà) đặt cho bà một cái tên truy tặng là An Tĩnh (안정, 安靜). Bà được chôn cất trong Hiến lăng (憲陵, Heolleung) cùng với chồng mình là Cao Ly Quang Tông.

## Thụy hiệu
- Vào tháng 4 năm 1002 (trị vì năm thứ 5 của Vua Mục Tông), tên An Tĩnh (안정, 安靜) được thêm vào.
- Vào tháng 3 năm 1014 (trị vì năm thứ 5 của Vua Hiển Tông), tên Tuyên Minh (선명, 宣明) được thêm vào.
- Vào tháng 4 năm 1027 (trị vì năm thứ 18 của Vua Hiển Tông), tên Ý Dự (의정, 懿正) và Tín Kính (신경, 信敬) được thêm vào.
- Vào tháng 10 năm 1056 (trị vì năm thứ 10 của Vua Văn Tông), tên Cung Bình (공평, 恭平) được thêm vào.
- Vào tháng 10 năm 1253 (trị vì năm thứ 40 của Vua Cao Tông), tên Tĩnh Duệ (정예, 靜睿) cũng được thêm vào thụy hiệu của bà.

## Gia đình
- Cha - Vua Cao Ly Thái Tổ (고려 태조) (31 tháng 1 năm 877 - 7 tháng 7 năm 943)
  - Ông nội - Vua Cao Ly Thế Tổ (고려 세조) (? - 897)
  - Bà nội - Uy Túc Vương hậu Hán thị (위숙 왕후 한씨, 威肅王后 韓氏)
- Mẹ - Thần Tĩnh Vương thái hậu Hoàng Phủ thị (신정왕후 황보씨,  神靜王后 皇甫氏) (? - 19 tháng 8 năm 983)
  - Ông nội - Hoàng Phủ Đệ Công (황보 제공, 皇甫 悌恭)
- Mẹ kế - Thần Minh Thuận Thành Vương hậu Lưu thị (신명순성왕후 유씨, 神明順成王后 劉氏)
- Anh chị em ruột
  - Anh trai - Vua Cao Ly Đới Tông (고려 대종) (? - 969)
    - Chị dâu - Tuyên Nghĩa Vương hậu Liễu thị (선의왕후 유씨, 宣義王后 柳氏)

  - Anh trai cùng cha khác mẹ - Vương Thái (왕태, 王泰)
    - Chị dâu - Công chúa Hồng (공주 홍씨)

  - Anh trai cùng cha khác mẹ - Vua Cao Ly Định Tông (고려 정종) (923 - 13 tháng 4 năm 949)
    - Chị dâu - Văn Cung Vương hậu Phác thị (문공왕후 박씨, 文恭王后 朴氏)
    - Chị dâu - Văn Thành Vương hậu Phác thị (문성왕후 박씨, 文成王后 朴氏)
    - Chị dâu - Thanh Châu phu nhân Kim thị (청주남원부인 김씨, 淸州夫人 金氏)

  - Anh trai cùng cha khác mẹ - Văn Nguyên Đại vương (문원 대왕, 文元大王)
    - Chị dâu - Văn Huệ Vương hậu Liễu thị (문혜왕후 유씨, 文惠王后 柳氏)

  - Anh trai cùng cha khác mẹ - Chứng Thông Quốc Sư (증통 국사, 證通國師)
  - Chị gái cùng cha khác mẹ - Lạc Lãng Công chúa (낙랑공주, 樂浪公主)
    - Anh rể - Vua Kính Thuận vương (경순왕) (? - 978)

  - Chị gái cùng cha khác mẹ - Hưng Phương Công chúa (흥방궁주, 興芳宮主)
    - Anh rể - Nguyên Trang Thái tử (원장태자, 元莊太子)
- Chồng (anh trai cùng cha khác mẹ) - Vua Cao Ly Quang Tông (고려 광종) (925 - 4 tháng 7 năm 975)
  - Cha chồng - Vua Cao Ly Thái Tổ (고려 태조) (31 tháng 1 năm 877 - 7 tháng 7 năm 943)
  - Mẹ chồng - Thần Minh Thuận Thành Vương hậu Lưu thị (신명순성왕후 유씨, 神明順成王后 劉氏)
- Hậu duệ
  - Con trai - Vua Cao Ly Cảnh Tông (고려 경종) (9 tháng 11 năm 955 - 13 tháng 8 năm 981)
    - Con dâu - Hiến Túc Vương hậu Kim thị (헌숙왕후 김씨, 獻肅王后 金氏)
    - Con dâu - Hiến Ý Vương hậu Lưu thị (헌의왕후 유씨, 獻懿王后 劉氏)
    - Con dâu - Hiến Ai Vương hậu Hoàng Phủ thị (헌애왕후 황보씨, 獻哀王后 皇甫氏) (964 - 20 tháng 1 năm 1029)
    - Con dâu - Hiến Trinh Vương hậu Hoàng Phủ thị (헌정왕후 황보씨, 獻貞王后 皇甫氏) (960 - 1 tháng 8 năm 992)
    - Con dâu - Đại Minh Đài Phu nhân Liễu thị (대명궁부인 유씨, 大明宮夫人 柳氏)

  - Con trai - Hiếu Hòa Thái tử (효화태자, 孝和太子)
  - Con gái - Thiên Thu Điện phu nhân (천추전 부인, 千秋殿夫人)
    - Con rể - Thiên Thu Điện quân (천추전군, 千秋殿君)

  - Con gái - Bảo Hoa Cung phu nhân (보화궁부인, 寶華宮夫人)
  - Con gái - Văn Đức Vương hậu Lưu thị (문덕 왕후 유씨, 文德王后 劉氏)
    - Con rể - Hoằng Đức Hải Quân Hoàng tử (홍덕원군 왕규, 弘德院君王圭)
      - Cháu gái - Tuyên Chính Vương hậu Lưu thị (선정왕후 유씨, 宣正王后 劉氏)

    - Con rể - Vua Cao Ly Thành Tông (고려 성종) (15 tháng 1 năm 961 - 29 tháng 11 năm 997)

## Trong văn hóa đại chúng
- Được thể hiện bởi Jun Hye-jin trong bộ phim truyền hình The Dawn of the Empire năm 2002 của đài KBS .
- Được thể hiện bởi Lee Young-ah trong bộ phim truyền hình KBS2 năm 2009 Empress Cheonchu .
- Thể hiện bởi Lee Ha-nee trong bộ phim truyền hình MBC năm 2015 Shine or Go Crazy .
- Thể hiện bởi Kang Han-na trong bộ phim truyền hình SBS năm 2016 Người tình ánh trăng - Bộ bộ kinh tâm: Lệ .